# Vincent Aboubakar
Vincent Paté Aboubakar (manchmal auch Vincent Aboubacar; * 22. Januar 1992 in Garoua) ist ein kamerunischer Fußballspieler auf der Position des Stürmers. Im Finale des Afrika-Cups 2017 erzielte er kurz vor Ende der regulären Spielzeit das entscheidende 2:1. Damit wurde Kamerun zum fünften Mal Afrikameister.

## Karriere

### Verein
Aboubakar begann seine aktive Karriere als Fußballspieler bei Cotonsport Garoua in Garoua, der drittgrößten Stadt des Landes. Dort durchlief er bis 2009 mehrere Jugendspielklassen und kam schließlich in die Erwachsenenmannschaft des Vereins. In der gleichen Saison wurde er mit der Mannschaft kamerunischer Fußballmeister, nachdem das Team über weite Teile der Spielzeit klar dominiert und die beste Offensivleistung der Liga aufgewiesen hatte.
Unter anderem wurden Tottenham Hotspur aus England, die AS Monaco und der FC Valenciennes aus Frankreich auf Aboubakar aufmerksam. Wie später bekannt wurde, hatte der junge Kameruner auch auf der Beobachtungsliste verschiedener italienischer und spanischer Klubs gestanden und war auch von Scouts des belgischen Meisters RSC Anderlecht umworben worden.
Ende Mai 2010 entschied sich der mittlerweile 18-jährige Aboubakar, seine Laufbahn in Frankreich fortzusetzen, wo er vom FC Valenciennes aus der nördlichsten Region Frankreichs, Nord-Pas-de-Calais, unter Vertrag genommen wurde. Bei den Nordfranzosen sollte er ab Juli 2010 vorerst in der B-Mannschaft zum Einsatz kommen und sich so für das Profiteam empfehlen. Nachdem er 2013 zum FC Lorient gewechselt war, wurde er Zweiter der Torschützenliste und wechselte zur Saison 2014/15 zum FC Porto, bei dem er die Nummer 99 erhielt. Für die Saison 2016/17 wurde er an den türkischen Erstligisten Beşiktaş Istanbul ausgeliehen.
Nach der Rückkehr zum FC Porto, nach der Leihe zum BJK, erhielt Aboubakar keine große Rolle und war meiste Zeit nur als Ersatzspieler eingeplant.
Zur Saison 2020/21 wechselte er ablösefrei zu Beşiktaş Istanbul, bei dem er schon mal gespielt hatte, und unterschrieb einen ein Jahr gültigen Vertrag. Er spielte die gesamte Saison über Stamm, ausgenommen verletzungsbedingt den Saisonendspurt. Er gewann mit dem Verein in der Saison u. a. die türkische Meisterschaft und den türkischen Pokal.
Im Juni 2021 gab der saudi-arabische Klub al-Nassr FC bekannt, dass Aboubakar ab der Saison 2021/22 für den Verein spielen wird. Der Stürmer unterzeichnete einen Dreijahresvertrag. Nach dem Wechsel von Cristiano Ronaldo zu al-Nassr FC wurde der Vertrag mit Aboubakar im Januar 2023 aufgelöst, da aufgrund einer Regelung in Saudi-Arabien nur acht ausländische Profis pro Verein spielberechtigt sind.

### Nationalmannschaft
Erste internationale Erfahrung sammelte der junge Angreifer im Jahre 2009, als er in Kameruns Mannschaft, die an der U-17-Fußball-Afrikameisterschaft des Jahres 2009 teilnahm, eingesetzt wurde. Im Wettbewerb schied die Mannschaft bereits in der Gruppenphase aus. In der Gruppe A, der auch der spätere Turniersieger Gambia angehörte, erreichte die Mannschaft nur einen Punkt und landete damit auf dem letzten Gruppenplatz.
Im Mai 2010 wurde er vom französischen Nationaltrainer der kamerunischen Nationalmannschaft, Paul Le Guen, in den 23-Mann-Kader Kameruns berufen, der an der Fußball-Weltmeisterschaft 2010 teilnahm. Zum Zeitpunkt der Nominierung war der 18-Jährige der einzige Spieler im Kader, der in Kamerun aktiv war, die anderen Spieler waren allesamt „Legionäre“. Die Chancen Aboubakars bei der WM in Südafrika zum Einsatz zu kommen, waren sehr gering, da in Kameruns Offensive gestandene Stürmer, wie Samuel Eto’o, Mohamadou Idrissou, Pierre Webó, Achille Emana und Eric Maxim Choupo-Moting zum Einsatz bereitstanden.
Zum ersten Mal in der A-Nationalmannschaft seines Geburtslandes stand der Offensivakteur am 25. Mai 2010 im WM-Vorbereitungsspiel gegen Georgien in Lienz, Österreich. Vier Tage später wurde er in einem weiteren Testspiel gegen die Slowakei in Klagenfurt in den ersten 67 Spielminuten eingesetzt und schließlich durch den erfahreneren deutschstämmigen Marcel Ndjeng ersetzt. Das Spiel gegen die Slowakei endete, wie auch das Spiel gegen Georgien, mit einem Remis. Bei der Fußball-Afrikameisterschaft 2017 gelang ihm im Finale gegen die Ägyptische Fußballnationalmannschaft das entscheidende 2:1, womit sie dann Afrikameister wurden.
Beim Afrika-Cup 2022 gelang ihm mit Kamerun der erneute Halbfinaleinzug, hier scheiterte die Mannschaft jedoch an Ägypten. Aboubakar war mit 8 Toren erfolgreichster Torschütze des Turniers und trug damit maßgeblich zum Abschneiden Kameruns bei.

## Erfolge

### Verein
- 1× Meister der kamerunischen Première Division: 2009/10
- 2× Türkischer Meister 2016/17, 2020/21[8]
- 1× Türkischer Pokalsieger 2020/2021

### Nationalmannschaft
- Afrika-Cup-Sieger: 2017
- Torschützenkönig des Afrika-Cups: 2022